# Mars (Gackt)
Mars è il primo album in studio del cantante giapponese Gackt, pubblicato nel 2000.

## Tracce
1. Ares – 1:35
2. Asrun Dream – 4:28
3. Emu ~for my dear~ (絵夢〜for my dear〜) – 6:05
4. U+K – 4:21
5. Vanilla – 4:10
6. Freesia ~op.1~ – 2:39
7. Freesia ~op.2~ – 1:57
8. Illness Illusion – 3:12
9. Mirror (Mars Ver.) – 5:25
10. Dears – 4:18
11. Oasis (Mars Ver.) – 4:38
12. Kono Daremo Inai Heya de (この誰もいない部屋で) – 7:13